# Amerikanska Jungfruöarna vid världsmästerskapen i friidrott 2023
Amerikanska Jungfruöarna tävlade vid världsmästerskapen i friidrott 2023 i Budapest i Ungern mellan den 19 och 27 augusti 2023.

## Resultat
Amerikanska Jungfruöarnas trupp bestod av en idrottare.

### Herrar
Gång- och löpgrenar
| Idrottare     | Gren           | Försöksheat | Försöksheat | Semifinal        | Semifinal        | Final            | Final            |
| Idrottare     | Gren           | Resultat    | Placering   | Resultat         | Placering        | Resultat         | Placering        |
| ------------- | -------------- | ----------- | ----------- | ---------------- | ---------------- | ---------------- | ---------------- |
| Malique Smith | 400 meter häck | 50,86       | 9           | Gick inte vidare | Gick inte vidare | Gick inte vidare | Gick inte vidare |